# MEG (歌手・ファッションデザイナー)
MEG（メグ、1980年10月3日 - ）は、日本の女性ミュージシャン、ファッションモデル、デザイナー、英国ロンドンMATCHADO創業者。現在は、英国ロンドン在住。所属事務所はアソビシステム。2005年以前は名前を“meg”と小文字で表記していた。
2015年より英国に拠点を移し、2017年に英国人パートナーとの間に娘をさずかり出産、2019年秋より抹茶を軸にした事業を創業。

## 雑誌カバーと連載
- PS（連載 2002年9月 - 2003年3月 / 表紙）
- JILLE（連載 2002年10月 - 2003年8月 / 表紙）
- Zipper（連載 2009年7月 - 2010年4月 / 表紙）
- smart girl（表紙 2009年）
- LOUD（連載 2008年4月- / 表紙）
- MARQUEE（連載 2008年4月- / 表紙）
- 森ガール papier（連載 2009年10月- / 表紙）

## テレビ番組出演
- イケ麺そば屋探偵〜いいんだぜ!〜（日本テレビ） - いとうせいこう、倉本美津留とトーク
- ネオコラ!東京環境会議（フジテレビ） - Salyu、古田新太 等と共演
- HEY!HEY!HEY! MUSIC CHAMP（フジテレビ）
- めざましテレビ（フジテレビ）
- グータンヌーボ（関西テレビ） - 永作博美、江角マキコと対談

## CM
- モスバーガー「テリヤキチキン」オリジナルCM楽曲の歌唱
- サントリー「カロリ。」オリジナルCM楽曲の歌唱（出演：優香）
- エリエール「エリエール ＋ water」商品ナレーション（出演：松本潤）
- ワコール「Wing 変わるブラ」CM曲の歌唱（出演：竹下玲奈）

## 書籍
- MEG FILES（2009年5月、単独本）
- テイ・トウワ「BOOK FUN」（2009年2月、TOWA TEIとの対談）
- 蜷川実花「over the rainbow」（2004年6月、作品モデル）

## レギュラーラジオ
- FM NorthWave（2002年9月 - 2003年3月）
- 広島エフエム放送（2002年10月 - 2003年8月）
- Inter FM（2008年4月 - 2008年8月）

## アニメーション・声優
- ANIME FES.”VS”「ノラゲキ！」（2011年1月22日公開、監督 安藤裕章、脚本 佐藤大）

## 音楽活動
広島県生まれ。
2002年7月、岡村靖幸との共作シングル曲「スキャンティブルース」でワーナーミュージック・ジャパンからデビュー。その後、岡村靖幸「イケナイコトカイ」、翌年にはフリッパーズ・ギター「GROOVE TUBE」のそれぞれカバー曲を発売。その後、アルバム『mgrmx』によって、ヨーロッパでもデビュー。2003年に所属マネジメント事務所退所に伴い、レコード会社との契約も終了。
退所後、アパレルの会社を設立し３年後に再び自主レーベルを設立。その頃には、多くのファッション雑誌等で表紙を飾っており、インディーズアルバムはiTunes Music Storeエレクトロニックアルバムチャート1位、ポップアルバムチャート1位を獲得。この頃の友人でのちの作曲のパートナーにあたる中田ヤスタカとともに「甘い贅沢」を製作した際、当時の担当ディレクターの目にとまり、2007年再びメジャーレーベル「ユニバーサルミュージック」に移籍。
再デビューシングル「OK」発売時、原宿に貼り出したポスターが大量に盗まれ、スポーツ誌やワイドショーに取り上げられる。その後、中田ヤスタカとのタッグによるアルバム『BEAM』『STEP』（2007年）は外資系レコードショップで1位を獲得。初のオリコントップ5入り。
2008年からは2年連続でSUMMER SONICに出演、Lady Gagaの後演をつとめた。
2010年「amadana」社製ドコモ携帯電話端末のオリジナル着信音を担当。同年、秋に発売したベストアルバム『BEST FLIGHT』をもって日本国内での音楽リリース等を休止することを発表。
パリに一時滞在した後、短編アニメ映画「ノラゲキ!」で中田ヤスタカとともに楽曲と声優を担当。舞台挨拶は新宿バルト9とパリでの2カ所で行い、フランスでの６か月連続新曲リリース、Japan Expo などのイベントへの出演、渡仏を重ねる。
2012年1月、デビュー10周年として国内音楽活動の再始動と「スターチャイルド」への移籍を発表。アルバム「LA JAPONAISE」のプロデューサー陣には中田ヤスタカ、小西康陽、小室哲哉、the telephones、曽我部恵一などが名を連ねた。
第1弾のシングル「TRAP」はデビュー以来2度目のタッグとなる岡村靖幸、大沢伸一。復帰後行われた初のワンマンライブは、2万円の高額チケットの当選倍率が42倍を記録し、まさにプラチナチケットとなった。ドレスコードはモノトーン。
ライブに登場する主なキャラクターは（サンリオキャラクターを除き）計6体。MEGが独自に創作したキャラクターで、DVDにはコントも存在する。猫型のリウさん2体（声・おぎやはぎ、矢作兼と小木博明）、イカの吸盤をもつイカスミくん2体（声・エレキコミック 今立進、もう1体は不明）、Q-pot.デザインによるホイップシスターズ2体（声・エレキコミック やついいちろう、ラーメンズ 片桐仁）。イカスミくんの登場の際には、ガチャピンのライバルという設定があり、実際にスケートボードやゴーカート、柔道などをこなす「イカスミチャレンジシリーズ」というVTRが存在する。
2012年10月3日、アルバム「WEAR I AM」リリース。初回限定盤は、イギリスの老舗ブランド「ELEY KISHIMOTO」仕様の特別ボックス入り。参加アーティストは、小西康陽、前山田健一、☆taku takahashi(m-flo)、古川本舗、三浦康嗣（□□□）等。MEG名義とMEG ZOMBIES名義の2枚からなるシングルを経て、2013年アルバム「CONTINUE」をリリース。
2018年2月に所属事務所をアソビシステムへ移籍、同年7月21日にアソビシステムの設立10周年を祝う「ASOBIEXPO」というイベントでプレセンターとして出演し、夜の部「ASOBINITE!!!」では中田ヤスタカのDJセットでシークレットゲストとして「甘い贅沢」を披露した。

## ファッションデザイン
2004年に自ら海外に足を運び選んだ商品で古着屋「klein-mart TOKYO」を原宿にオープン。同時にデザインしたブランド「cheryl」などで商品展開を開始。2006年には新たに「Carolina Glaser by cheryl」を立ち上げ、新たに路面2店舗をオープン、メンズライン、コスメラインも立ち上げ、「CAROLINA GLASER」（カロリナグレイサー）と改め、原宿直営店を軸に全国26店舗、新宿伊勢丹や渋谷パルコ、ラフォーレ原宿、海外などでも展開する。
また、2009年にはパリで開催される『Japan Expo Paris』に、日本を代表するファッションアイコンとしてトークショウやサイン会、ライブ出演をしたほか、ユニクロ「UT」でのデザインを担当し、原宿店を約1か月間、店頭ジャックした。さらに、同年から翌年まで「FRAPBOIS」「apart by lowrys」などの外部企業でも洋服デザイン、雑誌の付録のプロデュースやグッズのデザインも担当した。
2011年春からアパレルブランド「Heather」での継続的な企画デザイナーに就任。同年秋からは、自らのブランドの店舗運営と商品展開を株式会社ビギに業務委託した。同年8月、原宿路面店を下北沢店に移転。同時にラフォーレ原宿に新店舗がオープン。2012年さらに、2月17日に新宿ミロードに新店舗がオープン。3月2日には代官山店がオープン。現在、都内の3店舗を含め、直営6店舗・系列店12店舗・WEBショップ3店舗他で展開。
2013年、自身の公式ブログにて2013年度末にて「CAROLINA GLASER」のデザイナー兼プロデューサーの辞任を発表 のちの2014年から株式会社「ビームス」と共同で再始動、本人もディレクターとして運営に携わっている傍ら、2015年から「CONVERSE」や英国「FREDPERRY」などの海外ブランドのデザインも担当している。

## 飲食店
2014年12月、広島市中区の瀬戸内海沿いのボートパークにガレットをメインメニューとする託児サービスのあるカフェ「Maison du Ruban（メゾンデュルバン）」をオープン。

## コスメティック
2012年、開発までに1年以上をかけたというオリジナルコスメティックブランド「baw（バウ）」を発表。歌手の坂本美雨やAzumi、ブロガーのまつゆう、ファッションモデルのAMOらがスキンケアシリーズの愛用を公言している。2017年、海外での子育てに専念するためカフェ事業とともに一旦のクローズを発表。
2018年夏、ASOBILIFEより「Phy（ファイ）」として再開。サブスクリプション形式のコスメティックを展開したが、コロナ禍でのコスメティック部の打ち切りが決定し、2021年に３年間の販売を終了した。

## 英国での事業設立
2019年、パンデミック禍のロンドンで創業。デザイナー兼創業者であることは以外の詳細は不明だが、オンラインで販売を続けるとともに、実店舗としてロンドンの高級街にある「JAPAN HOUSE」、「PANTECHNICON」、「MUJI」で常設またはポップアップを展開している。

## その他
- 以前にはNHKやフジテレビのゴールデンタイムの歌番組にも出演したことがあるが、本人はデビュー時から一貫してテレビ出演を苦手とし（Ustreamも同様）、TVコマーシャルにも声のみでの出演を条件にオファーを受けたものもある。（2011年）
- 韓国グループ「少女時代（소녀시대）」最大のファンサイト「Soshified」のVIPアカウントである「Business class」アカウントを、彼女達の日本デビュー前から提供され、所有している。いきさつは不明である。（2010年）
- MEGのファンであると公言する漫画家・うすた京介書き下ろしの、MEGとその他のキャラクターが描かれた非売品Tシャツが、MEG TOKYO NIGHT PARTY 2010のプレミアムチケットまたはVIPパスポート購入者の特典としてプレゼントされた（デザインはそれぞれ異なる）。（2010年）
- サンリオピューロランドとしては初となる、アーティストとしての全館貸し切り2デイズイベントとなった「MEG BIRTHDAY PARTY 2010」をきっかけに、サンリオでの公式販売グッズとして、キキ＆ララ＆メグというオリジナルキャラクターが存在する。（2010年）
- ブログによると、私生活では iida（au）とiPhoneを併用している。（2010年）
- フランス・パリの滞在先「Champs Elysées Plaza Paris」の常連で、ホテルのFacebookによるとマネージャーとも顔見知りである。（2009年）
- 好きなキャラクターは、アルフ（NHK海外ドラマ）、おーい!はに丸（NHK教育テレビ）。好きなタイプは、品の良い人、具体例として古畑任三郎（フジテレビ系列）を挙げている。海外ドラマは、スーパーナチュラル（アメリカCW系列）のミーシャ・コリンズ演じるカスティエルのファンである。（2008年）その他、ジェシー・アイゼンバーグ（2013年・公式Twitter）、007シリーズのダニエル・クレイグ。
- 幼少の頃から黒猫と共に暮らしていたことから、熱心な愛猫家でもあり、現在も保護施設から引き取った黒猫を飼っている。[16]。女優の麻生久美子とは10年来の友人関係にあり[17]、譲り受けた愛車を所有している。また、Perfumeのメンバーをはじめ、武井咲や満島ひかりなどとも交友がある。

## 作品

### シングル
| 枚       | 発売日         | タイトル                        | 規格品番   | 規格品番  | オリコン 最高位 |
| 枚       | 発売日         | タイトル                        | 初回限定盤 | 通常盤    | オリコン 最高位 |
| meg 名義 | meg 名義       | meg 名義                        | meg 名義   | meg 名義  | meg 名義        |
| -------- | -------------- | ------------------------------- | ---------- | --------- | --------------- |
| ※        | 2001年11月28日 | 傘としずく                      |            | BIR-1025  | 圏外            |
| 1st      | 2002年7月10日  | スキャンティブルース            | HDCA-70002 |           | 圏外            |
| 2nd      | 2002年9月11日  | イケナイコトカイ/傘ひとしずく   | HDCA-70003 | 84位      |                 |
| 3rd      | 2003年3月26日  | 光露                            | HDCA-70015 | 156位     |                 |
| 4th      | 2003年6月11日  | GROOVE TUBE                     | WPCL-70001 | 131位     |                 |
| 5th      | 2004年12月1日  | STEREO04                        | LSN-001CL  | LSN-001SL | 圏外            |
| MEG 名義 |                |                                 |            |           |                 |
| 6th      | 2006年3月15日  | ROCKSTAR                        | SNR-10001  |           | 圏外            |
| 7th      | 2006年9月20日  | DAWN                            | SNR-10002  |           | 圏外            |
| 8th      | 2007年5月30日  | 甘い贅沢                        | SNR-10005  | 183位     |                 |
| 9th      | 2007年10月3日  | OK                              |            | UPCH-5500 | 43位            |
| 10th     | 2008年3月5日   | MAGIC                           | UPCH-5529  | 42位      |                 |
| 11th     | 2008年5月7日   | HEART                           | UPCH-5536  | 26位      |                 |
| 12th     | 2008年9月17日  | PRECIOUS                        | UPCH-5555  | UPCH-9437 | 17位            |
| 13th     | 2009年2月11日  | FREAK                           | UPCH-9462  | UPCH-5572 | 21位            |
| 14th     | 2010年4月28日  | SECRET ADVENTURE                |            | UPCH-5649 | 44位            |
| 15th     | 2010年8月25日  | PASSPORT/PARIS                  | UPCH-5666  | 75位      |                 |
| 16th     | 2012年6月13日  | TRAP                            | KICM-91393 | KICM-1393 | 34位            |
| 17th     | 2013年6月5日   | KISS OR BITE/SAVE               | KICM-91451 |           | 72位            |
| 17th     | 2013年6月5日   | KISS OR BITE（MEG ZOMBIES名義） |            | KICM-1451 | 72位            |
| 17th     | 2013年6月5日   | SAVE                            | KICM-1452  | 73位      |                 |

### 配信限定シングル
| 枚  | 発売日         | 曲名                           | 備考                                                                                              |
| --- | -------------- | ------------------------------ | ------------------------------------------------------------------------------------------------- |
| 1st | 2011年6月20日  | DISCOTHEQUE                    | iTunes Franceのみで配信された楽曲。「Ma Mélissa」以外の曲はアルバム「LA JAPONAISE」に収録された。 |
| 1st | 2011年6月20日  | バナナの涙                     | iTunes Franceのみで配信された楽曲。「Ma Mélissa」以外の曲はアルバム「LA JAPONAISE」に収録された。 |
| 2nd | 2011年7月25日  | Ma Mélissa                     | iTunes Franceのみで配信された楽曲。「Ma Mélissa」以外の曲はアルバム「LA JAPONAISE」に収録された。 |
| 3rd | 2011年8月30日  | Believe                        | iTunes Franceのみで配信された楽曲。「Ma Mélissa」以外の曲はアルバム「LA JAPONAISE」に収録された。 |
| 4th | 2011年9月26日  | ルージュの伝言                 | iTunes Franceのみで配信された楽曲。「Ma Mélissa」以外の曲はアルバム「LA JAPONAISE」に収録された。 |
| 5th | 2011年10月31日 | Still Love Her（失われた風景） | iTunes Franceのみで配信された楽曲。「Ma Mélissa」以外の曲はアルバム「LA JAPONAISE」に収録された。 |
| 6th | 2011年11月28日 | TOUGH BOY                      | iTunes Franceのみで配信された楽曲。「Ma Mélissa」以外の曲はアルバム「LA JAPONAISE」に収録された。 |

### アルバム

#### オリジナル・アルバム
| 枚       | 発売日         | タイトル    | 規格品番   | 規格品番   | オリコン 最高位 |
| 枚       | 発売日         | タイトル    | 初回限定盤 | 通常盤     | オリコン 最高位 |
| meg 名義 | meg 名義       | meg 名義    | meg 名義   | meg 名義   | meg 名義        |
| -------- | -------------- | ----------- | ---------- | ---------- | --------------- |
| 1st      | 2003年6月9日   | room girl   |            | WPCL-10014 | 87位            |
| MEG 名義 |                |             |            |            |                 |
| 2nd      | 2006年11月22日 | Dithyrambos | SNR-10003  | SNR-10004  | 291位           |
| 3rd      | 2007年4月11日  | aquaberry   |            | AZT-007    | 139位           |
| 4th      | 2007年12月5日  | BEAM        |            | UPCH-1571  | 24位            |
| 5th      | 2007年12月5日  | STEP        | UPCH-9426  | UPCH-1608  | 8位             |
| 6th      | 2009年5月27日  | BEAUTIFUL   | UPCH-9480  | UPCH-1714  | 10位            |
| 7th      | 2010年6月23日  | MAVERICK    | UPCH-9573  | UPCH-1782  | 20位            |
| 8th      | 2012年10月3日  | WEAR I AM   | KICS-1832  | KICS-91832 | 36位            |
| 9th      | 2013年12月4日  | CONTINUE    | KICS-91972 | KICS-1972  | 80位            |

#### ミニ・アルバム
| 枚  | 発売日        | タイトル | 規格品番   | 規格品番  | オリコン 最高位 |
| 枚  | 発売日        | タイトル | 初回限定盤 | 通常盤    | オリコン 最高位 |
| --- | ------------- | -------- | ---------- | --------- | --------------- |
| 1st | 2009年8月26日 | Journey  | UPCH-9519  | UPCH-1747 | 38位            |

#### リミックス・アルバム
| 枚  | 発売日        | タイトル | 販売形態   | 規格品番   | オリコン 最高位 |
| --- | ------------- | -------- | ---------- | ---------- | --------------- |
| 1st | 2003年3月12日 | mgrmx    | CD         | HDCA-10128 | 圏外            |
| 1st | 2003年9月     | mgrmx    | アナログ盤 | C-006      | 圏外            |

#### 企画アルバム
| 枚  | 発売日        | タイトル     | 規格品番  | オリコン 最高位 |
| --- | ------------- | ------------ | --------- | --------------- |
| 1st | 2012年4月25日 | LA JAPONAISE | KICS-1763 | 60位            |

#### ベスト・アルバム
| 枚  | 発売日        | タイトル    | 規格品番                                            | 規格品番  | オリコン 最高位 |
| 枚  | 発売日        | タイトル    | 初回限定盤                                          | 通常盤    | オリコン 最高位 |
| --- | ------------- | ----------- | --------------------------------------------------- | --------- | --------------- |
| 1st | 2010年9月29日 | BEST FLIGHT | UPCH-9599（Terminal A盤） UPCH-9601（Terminal B盤） | UPCH-1806 | 22位            |

### 参加作品
| 発売日         | 商品名                                                     | 歌                             | 楽曲                          | 備考                                       |
| -------------- | ---------------------------------------------------------- | ------------------------------ | ----------------------------- | ------------------------------------------ |
| 2003年12月3日  | BLUE FLOWER                                                | JUICE feat. meg                | 「BLUE FLOWER」               |                                            |
| 2005年3月30日  | BURGER INN RECORDS GREATEST HITS ～2000-2005～             | meg                            | 「傘としずく」                |                                            |
| 2005年8月26日  | Spark Arts                                                 | KAGAMI feat. Sheena & MEG      | 「PC na Punk de PC ga Punk」  |                                            |
| 2005年8月26日  | Spark Arts                                                 | KAGAMI feat. MEG               | 「Sinewave Highway」          |                                            |
| 2007年4月4日   | あの日にかえりたい～I want to return on that day～         | MEG                            | 「Moonlight Surfer」          |                                            |
| 2008年3月19日  | Sweet Music                                                | Sound Around feat. MEG         | 「Wish Your Smile」           |                                            |
| 2008年7月16日  | BEAUTIFUL TECHNO                                           | MEG                            | 「甘い贅沢」                  |                                            |
| 2008年10月29日 | ZOUNDTRACK                                                 | UKAWANIMATION! feat. MEG × iLL | 「秘境の奥の虫歯の記憶」      |                                            |
| 2008年11月12日 | バースデー                                                 | スネオヘアー feat. MEG         | 「電話」                      |                                            |
| 2009年1月28日  | House☆Disney                                               | MEG × Q;indivi                 | 「When You Wish Upon A Star」 | ディズニー映画『ピノキオ』主題歌のカヴァー |
| 2009年2月4日   | BIG FUN                                                    | TOWA TEI feat. MEG             | 「Lyricist」                  |                                            |
| 2009年8月26日  | LOUD -15th Anniversary Compilation-                        | MEG                            | 「SKIN」                      |                                            |
| 2009年9月23日  | pleasure                                                   | RYUKYUDISKO feat. iLL & MEG    | 「遥」                        |                                            |
| 2010年6月23日  | ∀（ターンエー）                                            | RYUKYUDISKO feat. iLL & MEG    | 「遥 ∀ Mix」                  | iLLのコラボレーション・アルバム            |
| 2012年4月12日  | AUDIO GALAXY -RAM RIDER VS STARS!!!-                       | RAM RIDER starring MEG         | 「非実在ボーイ」              |                                            |
| 2013年7月31日  | ASOBITUNES                                                 | MEG                            | 「SECRET ADVENTURE」          |                                            |
| 2019年7月15日  | EVIL LINE RECORDS 5th Anniversary FES. ALBUM "EVIL A LIVE" | MEG                            | 「TRAP」                      |                                            |
| 2020年4月30日  | STAY WITH ME                                               | RAM RIDER starring MEG         | 「STAY WITH ME」              | 配信限定でリリース                         |

### 映像作品
| 発売日         | タイトル                                | 販売形態 | 規格品番              | 規格品番  | オリコン 最高位 |
| 発売日         | タイトル                                | 販売形態 | 初回限定版            | 通常版    | オリコン 最高位 |
| -------------- | --------------------------------------- | -------- | --------------------- | --------- | --------------- |
| 2009年2月25日  | MEG PREMIUM LIVE "PARTY"                | DVD      | UPBH-9423             | UPBH-1225 | 71位            |
| 2009年11月4日  | MEG PREMIUM LIVE "PARTY"                | DVD      | UPBH-9431（低価格盤） |           | 71位            |
| 2009年10月28日 | MEG CLIPS!!                             | DVD      |                       | UPBH-1241 | 88位            |
| 2009年12月23日 | MEG PREMIUM LIVE "PARTY" @ STUDIO COAST | DVD      | UPBH-9445             | UPBH-1249 | 175位           |

## ライブ公演
| 公演年 | タイトル                                 | 公演規模・会場                                                |
| ------ | ---------------------------------------- | ------------------------------------------------------------- |
| 2005年 | WIRE '05                                 | 7月16日 横浜アリーナ                                          |
| 2008年 | SUMMER SONIC '08                         | 8月10日 幕張メッセ・DANCE STAGE                               |
| 2008年 | MEG PREMIUM LIVE "PARTY"                 | 8月28日 SHIBUYA-AX                                            |
| 2008年 | MEG PARTY TOUR 2008 "BLACK"              | 12月8日 Zepp Osaka 12月9日 Zepp Nagoya 12月15日 Zepp Tokyo    |
| 2009年 | JAPAN EXPO '09                           | 7月4日 フランス・Paris Nord Villepinte, Main Stage            |
| 2009年 | MEG PREMIUM LIVE "PARTY" at STUDIO COAST | 7月17日 STUDIO COAST                                          |
| 2009年 | SUMMER SONIC '09                         | 8月8日 幕張メッセ・SONIC STAGE                                |
| 2009年 | MEG TOKYO NIGHT PARTY 2009               | 11月22日 Zepp Tokyo 11月23日 Zepp Tokyo                       |
| 2010年 | MEG TOKYO NIGHT PARTY 2010               | 4月28日 Zepp Tokyo                                            |
| 2010年 | MEG BIRTHDAY PARTY 2010                  | 10月2日 サンリオピューロランド 10月3日 サンリオピューロランド |
| 2010年 | Chibi Japan Expo '10                     | 10月30日 フランス・Paris Montreuil                            |
| 2011年 | PARIS MANGA '11                          | 2月5日 フランス・Paris Porte de versailles                    |
| 2011年 | JAPAN EXPO '11                           | 7月1日 フランス・Paris Nord Villepinte, Live Stage            |
| 2012年 | MEG 10th ANNIVERSARY PARTY "Arrivée"     | 6月23日 SHIBUYA AX                                            |